# Форт-Додж (Айова)
Форт-Додж (англ. Fort Dodge) — місто (англ. city) в США, в окрузі Вебстер штату Айова. Населення — 24 871 особа (2020).

## Географія
Форт-Додж розташований за координатами 42°30′35″ пн. ш. 94°10′32″ зх. д. / 42.50972° пн. ш. 94.17556° зх. д. (42.509607, -94.175667).  За даними Бюро перепису населення США в 2010 році місто мало площу 42,24 км², з яких 41,57 км² — суходіл та 0,66 км² — водойми.

## Демографія
Згідно з переписом 2010 року, у місті мешкало 25 206 осіб у 10 275 домогосподарствах у складі 5850 родин. Густота населення становила 597 осіб/км².  Було 11215 помешкань (266/км²).
Расовий склад населення:
| - 89,7 % — білих - 5,5 % — чорних або афроамериканців - 0,8 % — азіатів - 0,4 % — корінних американців - 1,4 % — осіб інших рас |

До двох чи більше рас належало 2,2 %. Частка іспаномовних становила 5,0 % від усіх жителів.
За віковим діапазоном населення розподілялося таким чином: 21,8 % — особи молодші 18 років, 62,0 % — особи у віці 18—64 років, 16,2 % — особи у віці 65 років та старші. Медіана віку мешканця становила 36,8 року. На 100 осіб жіночої статі у місті припадало 105,4 чоловіків;  на 100 жінок у віці від 18 років та старших — 103,8 чоловіків також старших 18 років.
Середній дохід на одне домашнє господарство  становив 53 590 доларів США (медіана — 39 315), а середній дохід на одну сім'ю — 68 674 долари (медіана — 50 693). Медіана доходів становила 45 184 долари для чоловіків та 32 083 долари для жінок. За межею бідності перебувало 18,3 % осіб, у тому числі 26,5 % дітей у віці до 18 років та 7,8 % осіб у віці 65 років та старших.
Цивільне працевлаштоване населення становило 10 799 осіб. Основні галузі зайнятості: освіта, охорона здоров'я та соціальна допомога — 25,1 %, роздрібна торгівля — 15,3 %, виробництво — 12,8 %, мистецтво, розваги та відпочинок — 11,1 %.